# Joe Buzzetta
Joseph C. "Joe" Buzzetta (Brooklyn, 30 dicembre 1936 – Wellington, 15 gennaio 2023) è stato un pilota automobilistico statunitense, con all'attivo due partecipazioni alla 24 Ore di Le Mans e sette alla 12 Ore di Sebring.

## Palmarès
- 1000 km del Nürburgring: 1
1967 con Udo Schütz[3][4][5]
- 500 km di Bridgehampton: 1
1964 con Bill Wuesthoff
- 12 ore di Sebring: 1
1961 con Ben Pon[6]